# 猶他州曼泰聖殿
猶他曼泰聖殿（Manti Utah Temple）是第五座耶穌基督後期聖徒教會聖殿，位於猶他州城市曼泰，也是密西西比河以西第三座耶穌基督後期聖徒教會的聖殿也是自1846年伊利諾州諾伍摩爾門難民被迫離開以來建造的第三座聖殿。設計者是威廉·佛索姆（William Harrison Folsom）。猶他曼泰聖殿被列入美國國家史蹟名錄。
這座聖殿位於在猶他中部的桑皮特山谷，可以從許多公里處看到。 像所有耶穌基督後期聖徒教會聖殿一樣，只有擁有聖殿推薦書的教會成員才可以進入。 它是世界上僅存的兩個聖人廟宇之一，在恩道門儀式中使用了現場演員（另一個是鹽湖城聖殿）。 所有其他聖殿都在恩道門中使用電影，這一做法將在2021年宣布翻修後終止。

## 聖殿歷史
楊百翰會長（Brigham Young）於1875年6月25日宣布決定在曼泰建造一座聖殿，並於1877年4月25日將其遺址奉獻。當時楊會長告訴一名叫沃倫·舒（Warren S. Snow）說，“這是先知摩羅乃站過的土地並將這塊土地風險於聖殿的地方，這就是為什麼要在這裡建造這個地點的原因，我們不能將其從這個地點移開。”
鹽湖城聖殿已於1847年宣布，但建設工作仍在進行中，直到1893年才完成。曼泰聖殿與聖喬治和洛根聖殿同時建造，以滿足教會對這些結構的即時需求。這座聖殿的所在地是曼泰石礦場，這是緊靠此城鎮東北的一座大山丘。該地區早期來的後期聖徒定居者曾預言這將是一座聖殿的所在地。 楊會長宣佈建造聖殿時，他還宣布佔地27英畝（11公頃）的土地被稱為“聖殿山”。
這座聖殿於1888年完工，並於1888年5月17日舉行了私人奉獻儀式，由伍惠福（Wilford Woodruff）作了祈禱。 1888年5月21日至23日舉行了三場公共奉獻活動，由郎卓·舒（Lorenzo Snow）主待。
曼泰聖殿一開始是至聖所的所在地，直到鹽湖城聖殿被奉獻。然後將房間用作印證室，直到在1970年代末關閉為止。
1966年的一項研究發現，儘管當時世界上有13座正在運營的聖殿，但52％的聖殿工作是在鹽湖城，洛根或曼泰聖殿中進行的。這導致了奧格登和普若佛的建設，以減輕對先驅者時代聖殿的壓力。

## 聖殿建築風格
曼泰聖殿結合了哥德式，法國文藝復興式和美國殖民的建築風格。 該聖殿的建築面積為100,373平方英尺（9,325平方公尺），設有8個印證室，4個教儀室和1個高榮室。 外部是用質地細膩的米色乳白色鮞粒灰岩製成的，該鮞粒灰岩取材於聖殿所在的山上的採石場。 這座聖殿的兩座塔高179英尺（55公尺），塔內的開放式中央螺旋樓梯是先驅者的精湛技藝。

## 外部連結
- Official Manti Utah Temple page （页面存档备份，存于）
- Manti Utah Temple page at LDSChurchTemples.com
- 美国历史建筑调查（HABS） No. UT-71, "Manti Temple, Main Street (U.S. Route 89), Manti, Sanpete County, UT", 8 photos, 7 data pages